# Eckenmühle (Herzogenaurach)
Eckenmühle ist ein Gemeindeteil der Stadt Herzogenaurach im Landkreis Erlangen-Höchstadt (Mittelfranken, Bayern). Eckenmühle liegt in der Gemarkung Herzogenaurach.

## Geografie
Die aus zwei Wohngebäuden bestehende Einöde liegt an der Mittleren Aurach. Im Norden mündet der Welkenbach als linker Zufluss in die Mittlere Aurach. Im Süden grenzt der Tonwald an. Ein Anliegerweg führt 100 Meter weiter nördlich nach Herzogenaurach zur Staatsstraße 2244.

## Geschichte
Der Ort wurde 1429 als „Eckmühl“ erstmals urkundlich erwähnt. Beim Ort trafen drei Fraischgrenzen zusammen: das bambergische Centamt Herzogenaurach nördlich der Mittleren Aurach, das brandenburg-bayreuthische Fraischvogteiamt Emskirchen-Hagenbüchach und das brandenburg-ansbachische Stadtvogteiamt Langenzenn, beide südlich der Mittleren Aurach. Das Tagelöhnerhaus nördlich der Aurach unterstand im Hochgericht dem Centamt Herzogenaurach, die Mühle südlich der Aurach jedoch dem Fraischvogteiamt Hagenbüchach. Alleiniger Grundherr über den Ort war das bambergische Amt Herzogenaurach.
Von 1797 bis 1810 unterstand der Ort dem Justizamt Markt Erlbach und Kammeramt Emskirchen. Im Rahmen des Gemeindeedikts wurde Eckenmühle dem 1811 gebildeten Steuerdistrikt Münchaurach zugeordnet. Es gehörte der 1813 gegründeten Ruralgemeinde Falkendorf an.
Am 1. Januar 1972 wurde Falkendorf im Zuge der Gebietsreform in die neu gebildete Gemeinde Aurachtal eingegliedert. Am 1. Mai 1978 wurde Eckenmühle nach Herzogenaurach umgemeindet.

### Baudenkmal
- Haus Nr. 1: Mühle

### Einwohnerentwicklung
| Jahr      | 001818 | 001861 | 001871 | 001885 | 001900 | 001925 | 001950 | 001961 | 001970 | 001987 | 002019 | 002023 |
| Einwohner | 14     | 16     | 8      | 5      | 4      | 6      | 7      | 5      | 5      | 6      | 10     | 12     |
| Häuser    | 1      |        |        | 1      | 1      | 1      | 1      | 1      |        | 1      |        |        |
| Quelle    | [ 10 ] | [ 11 ] | [ 12 ] | [ 13 ] | [ 14 ] | [ 15 ] | [ 16 ] | [ 17 ] | [ 18 ] | [ 19 ] | [ 1 ]  | [ 1 ]  |

## Religion
Der Ort ist römisch-katholisch geprägt und nach St. Magdalena (Herzogenaurach) gepfarrt. Seit dem 19. Jahrhundert gibt es auch Einwohner evangelisch-lutherischer Konfession, die nach St. Peter und Paul (Münchaurach) gepfarrt sind.